# Route 3 (Bolivie)
Pour les articles homonymes, voir Route 3.
La Route 3 (en espagnol : Ruta 3) est une route de 602 km en Bolivie qui traverse les départements de La Paz et du Beni entre les villes de La Paz et de Trinidad.
Cette route a été ajoutée au réseau routier national (Red Vial Fundamental) par le décret suprême 25.134 du 31 août 1998.

## Villes traversées

### Département de La Paz
- km 0: La Paz
- km 80: Coroico
- km 160: Caranavi

### Département du Beni
- km 321: Yucumo
- km 372: San Borja
- km 510: San Ignacio de Moxos
- km 602: Trinidad